# Peter Edwards
Peter Brian Edwards (Crosby, 19 de marzo de 1931-Toronto, 25 de julio de 2019) fue un vexilólogo canadiense. El 31 de octubre de 1978 fundó el Instituto Canadiense de la Bandera (Canadian Flag Institute en idioma inglés), que se convirtió en el Burgee Data Archives en 1993, especializándose en el estudio de grímpolas, y entró a formar parte de la Federación Internacional de Asociaciones Vexilológicas en 1997.

## Biografía
En 1950 se incorporó al Ejército Británico y sirvió en el 1er Royal Tank Regiment en la guerra de Corea. Emigró a Canadá y trabajó en la Cunard Line, el Dominion Bureau of Statistics, y en Procter & Gamble, para terminar en la enseñanza como coordinador de educación cooperativa en Toronto.
Se hizo socio del Real Club de Yates Canadiense in 1962 y creó su archivo de documentos, por lo que fue nombrado archivero honorario del club.
Fue el decimocuarto presidente de la Real Sociedad Heráldica de Canadá (Royal Heraldry Society of Canada) entre 1988 y 1990.
Donó todos sus documentos, colecciones y libros de vexilología, así como los fondos del Burgee Data Archives a la Naval Marine Archive - The Canadian Collection de Picton (Canadá) antes de su fallecimiento en 2019 a los 88 años de edad.